# Andrew Porter (Musikkritiker)
Andrew Brian Porter (* 26. August 1928 in Kapstadt; † 3. April 2015 in London) war ein britischer Musikkritiker und -wissenschaftler.

## Leben
Porter studierte Musik am Bishops - Diocesan College in Kapstadt und dann englische Literatur und  Musik am University College Oxford. Er schrieb zunächst Musikkritiken für die New York Times, den Manchester Guardian und die Financial Times. 1972 holte ihn William Shawn für ein Probejahr zur Zeitschrift The New Yorker; er blieb zwanzig Jahre lang ihr Musikkritiker. 1992 kehrte er nach London zurück. Dort verfasste er Musikkritiken u. a.  für den Observer, The Times Literary Supplement und Opera.
Porters besonderes Interesse galt stets der Oper. In den 1960er Jahren fand er im Archiv der Pariser Oper gestrichene Partien von Verdis Don Carlos, was zur Wiederherstellung der Originalversion dieser Oper führte. Er übersetzte die Libretti von 37 Opern ins Englische, darunter Richard Wagners Ring des Nibelungen, Tristan und Isolde und Parsifal, Verdis Nabucco, Macbeth, Rigoletto, La forza del destino, Otello und Falstaff, Christoph Willibald Glucks Orfeo ed Euridice, Mozarts Idomeneo,Die Entführung aus dem Serail, Le nozze di Figaro und Don Giovanni und Arnold Schoenbergs Pierrot Lunaire. Außerdem schrieb er die Libretti zu Bright Shengs Oper The Song of Majnun und zu John Eatons The Tempest und veröffentlichte die Anthologien Music of Three Seasons (1978), Music of Three More Seasons (1981) und Musical Events: A Chronicle (1987). Die American Society of Composers, Authors and Publishers verlieh ihm den Deems Taylor Award als Musikschriftsteller.
1985 wurde Porter in die American Academy of Arts and Sciences gewählt.